# 止揚
止揚（しよう、ドイツ語: Aufheben, アウフヘーベン）とは、ドイツの哲学者であるヘーゲルが弁証法の中で提唱した概念。揚棄（ようき）ともいう。

## 解説
止揚は、「あるものをそのものとしては否定するが、契機として保存し、より高い段階で生かすこと」「矛盾する諸要素を、対立と闘争の過程を通じて発展的に統一すること」という意味を有する。
ドイツ語の aufheben には、廃棄する・否定するという意味と保存する・高めるという二様の意味があり、ヘーゲルはこの言葉を用いて弁証法的発展を説明した（ヘーゲル弁証法）。古いものが否定されて新しいものが現れる際、古いものが全面的に捨て去られるのでなく、古いものが持っている内容のうち積極的な要素が新しく高い段階として保持される。
このように、弁証法では、否定を発展の契機としてとらえており、のちに弁証法的唯物論が登場すると、「否定の否定の法則」あるいは「らせん的発展」として自然や社会・思考の発展の過程で広く作用していると唱えられるようになった。

## 社会での認知
2017年、東京都知事の小池百合子が、自身の政策を主張する際に「アウフヘーベン」という表現を多用した。その後、同年の新語・流行語大賞の候補に「アウフヘーベン」がノミネートされ、話題となった。